# Självgående artilleri
- Övre vänster: Sydkoreansk bandkanon typ K9 Thunder.
- Övre höger: Tysk bandkanon typ Panzerhaubitze 2000.
- Undre vänster: Amerikanskt raketartillerivagn typ M270 MLRS.
- Undre höger: Franskt dumperartilleri typ CAESAR (artillerisystem)(en).

Självgående artilleri, stundom även mobilt artilleri, är artilleripjäser som består av ett artillerivapen (såsom kanon, haubits, mörsare, granatkastare eller raketställ) monterat på ett självgående chassi, som förflyttar sig till och från strid samt mellan eldpositioner för egen kraft, istället för att dras dit av dragfordon såsom artilleritraktorer eller för hand. De kan uppdelas i olika typer beroende på bestyckning, såsom artillerikanonvagnar (militärförkortning: akv) bestyckade med kanon eller haubits, granatkastarvagnar (militärförkortning: grkv) bestyckade med granatkastare och raketartillerivagnar bestyckade med raketartilleri.
Det bör nämnas att det finns traditionella artilleripjäser som kan förflytta sig kortare sträckor på slagfältet via motordrivna hjul eller larvfötter på lavetten men dessa klassas inte som självgående artilleri. Några sådana exempel är den hjuldrivna 155 mm Haubits 77 och den banddrivna 203 mm haubits M1931 (B-4).
Självgående artilleri används vanligtvis för indirekt eld på långa avstånd och men kan även ofta skjuta direkt eld och agera infanterikanonvagn eller pansarvärnskanonvagn för att ge understöd eller försvara sig själv vid behov. Vid dessa fall skjuter man oftast standard spränggranat eller halvpansargranat om kanonen är kraftig nog (runt 150 mm) eller dedikerad självförsvarsammunition som pansarspränggranat om kanonen är av svagare typ (runt 105 till 120 mm).
En tidig föregångare till det moderna självgående artilleriet var ridande artilleri, en sorts hybrid av artilleri och kavalleri.

## Funktion
Den största fördelen med självgående artilleri är att de genom sin rörlighet även utanför vägnätet snabbt kan anpassa sig till stridens förlopp. I motsats till ett konventionellt artilleri som förflyttas med dragfordon kan en bandkanon snabbt växla ställning och behöver bara korta förberedelser innan den kan öppna eld på nytt. Denna egenskap är värdefull på ett slagfält, särskilt i en situation där man avancerar.
Trots detta är dragna artilleripjäser betydligt billigare att tillverka och underhålla än självgående artilleri och finns därför kvar hos moderna arméer i stora antal.

## Huvudtyper

### Bandkanoner
Den vanligaste typen av självgående artilleri är bandgående eldrörsartilleri kallat bandkanon (militärförkortning: bkan), alternativt bandhaubits (bhaub) eller artillerikanonvagn (akv).
Sådana byggs vanligen som pansarfordon skyddade mot splitter eller tyngre och beväpnas med en eldrörspjäs kallad kanon eller haubits. De likar ibland stridsvagnar, med kanontorn och bandchassi, men är ofta avsevärt större. En del är bestyckade med kulspruta som närskydd mot fientligt infanteri.

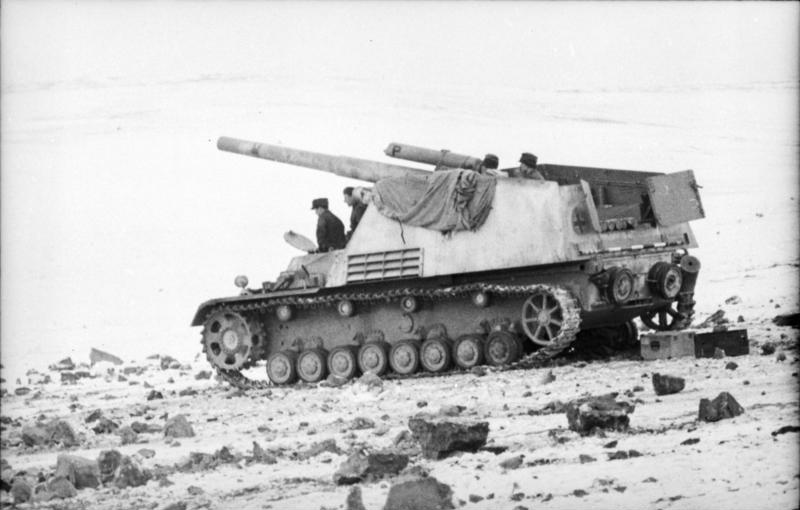
Bandhaubits från andra världskriget, nazityska Sd.Kfz. 165 Hummel.
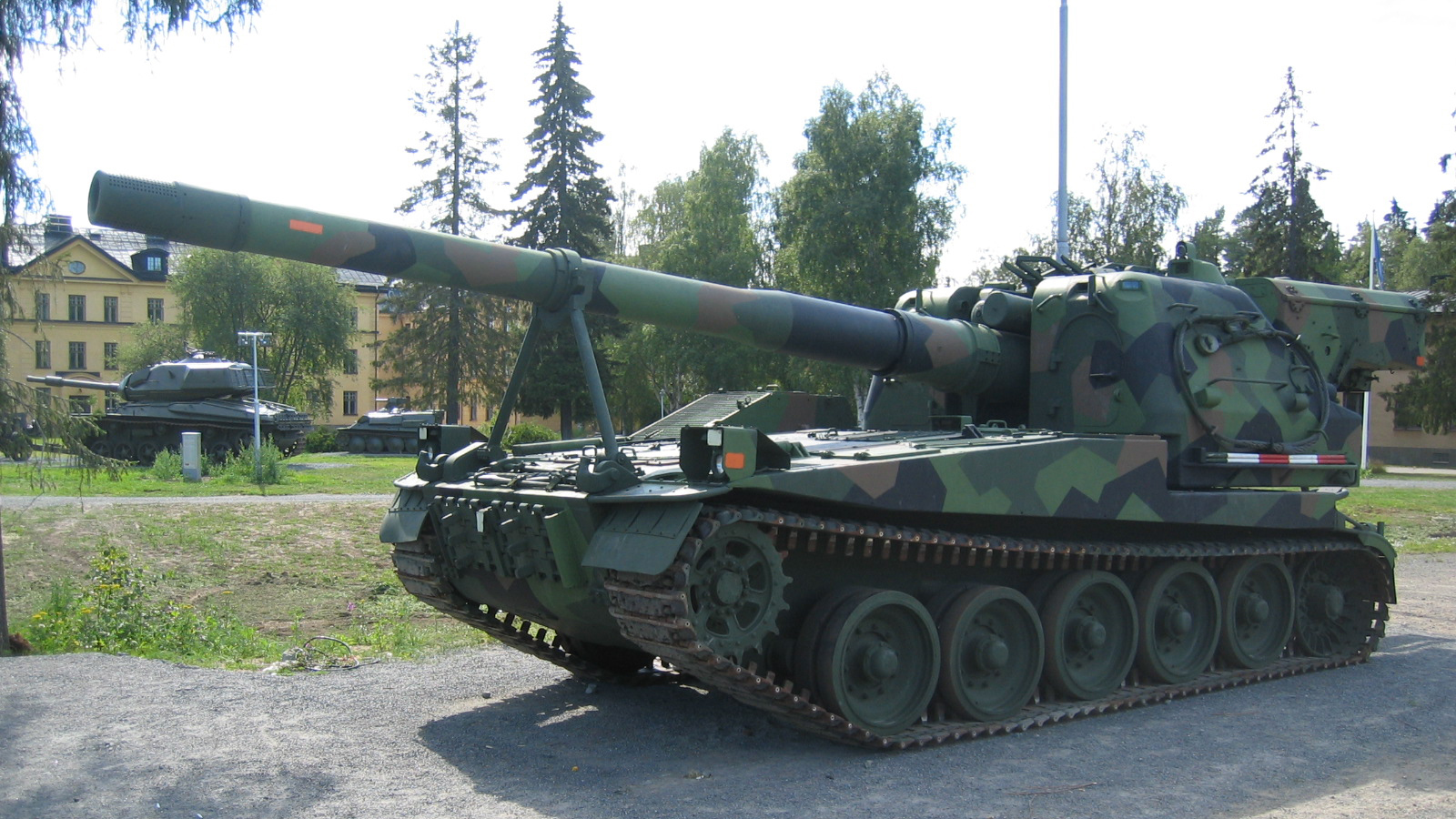
Bandkanon från kalla kriget, svenska 15,5 cm bandkanon 1.
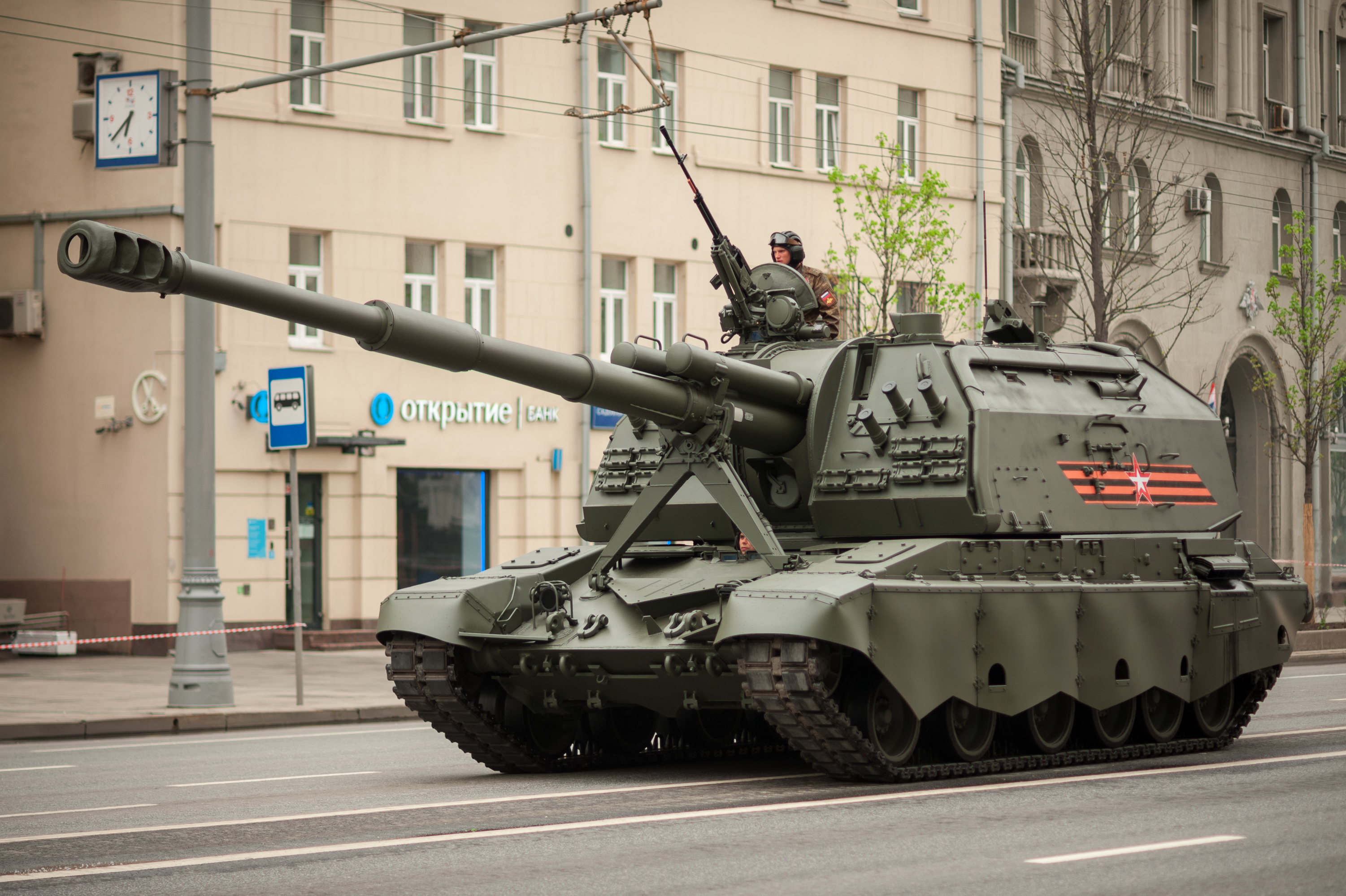
Modern bandkanon, sovjetryska 2S19 Msta-S.

### Dumperartilleri
Ett alternativ till bandgående chassi är hjulgående sådant, praktiskt för längre självgående transport, särskilt på väg. Sådana chassin är ofta av lastbil, dumpertyp eller dito och kallas därför ofta dumperartilleri i modern tid. Det finns även, framför allt historiska, exempel baserade på halvbandchassin, stundom kallade halvbandartilleri.
Dumperartilleri kan vara beväpnade med eldrörsartilleri eller raketartilleri (se nedan) och är ofta enkelt eller helt oskyddade mot splitter. Likt bandkanoner har många kulsprutebeväpning för närförsvar.

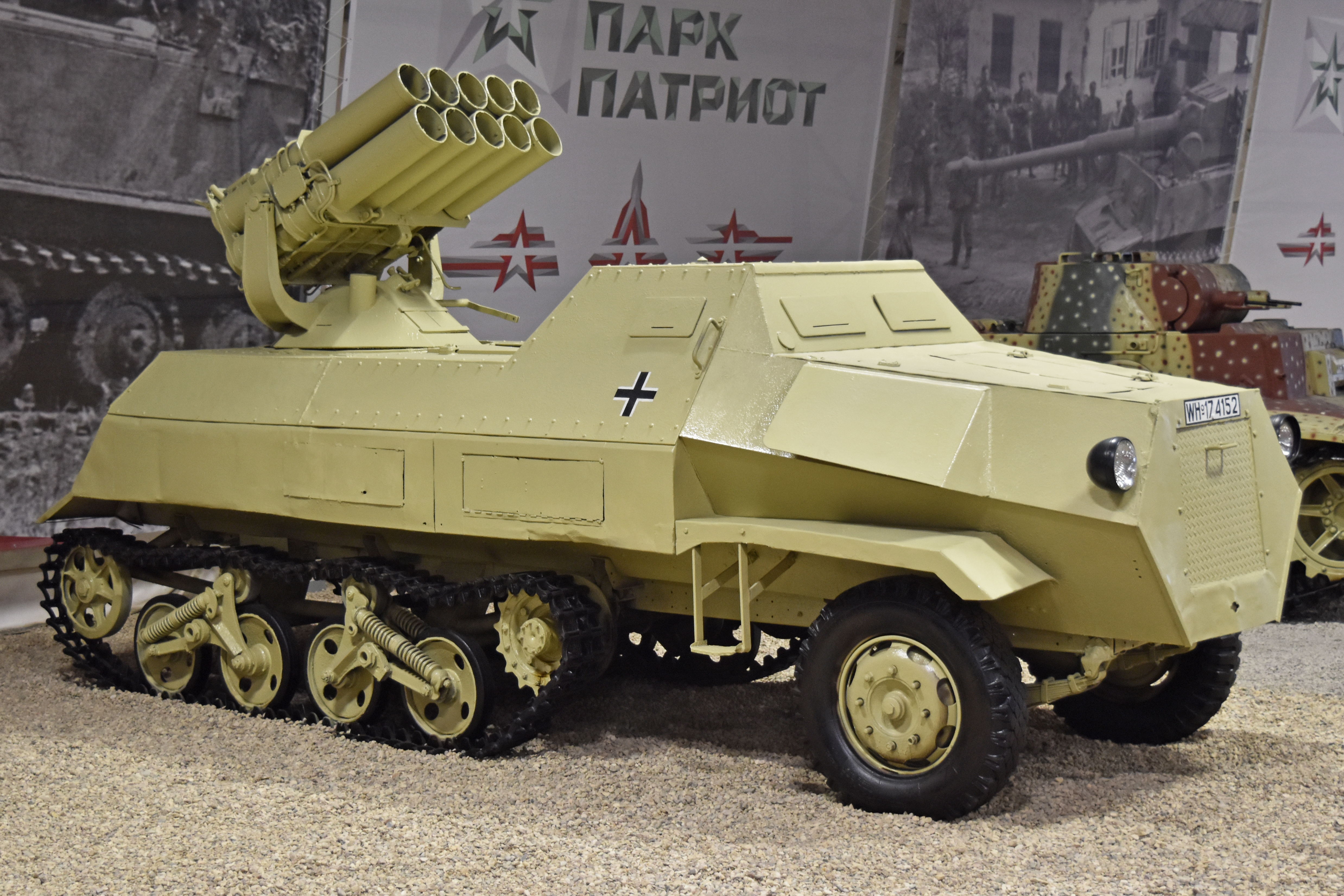
Halvbandartilleri med rökraketställ från andra världskriget, nazityska Panzerwerfer 42.
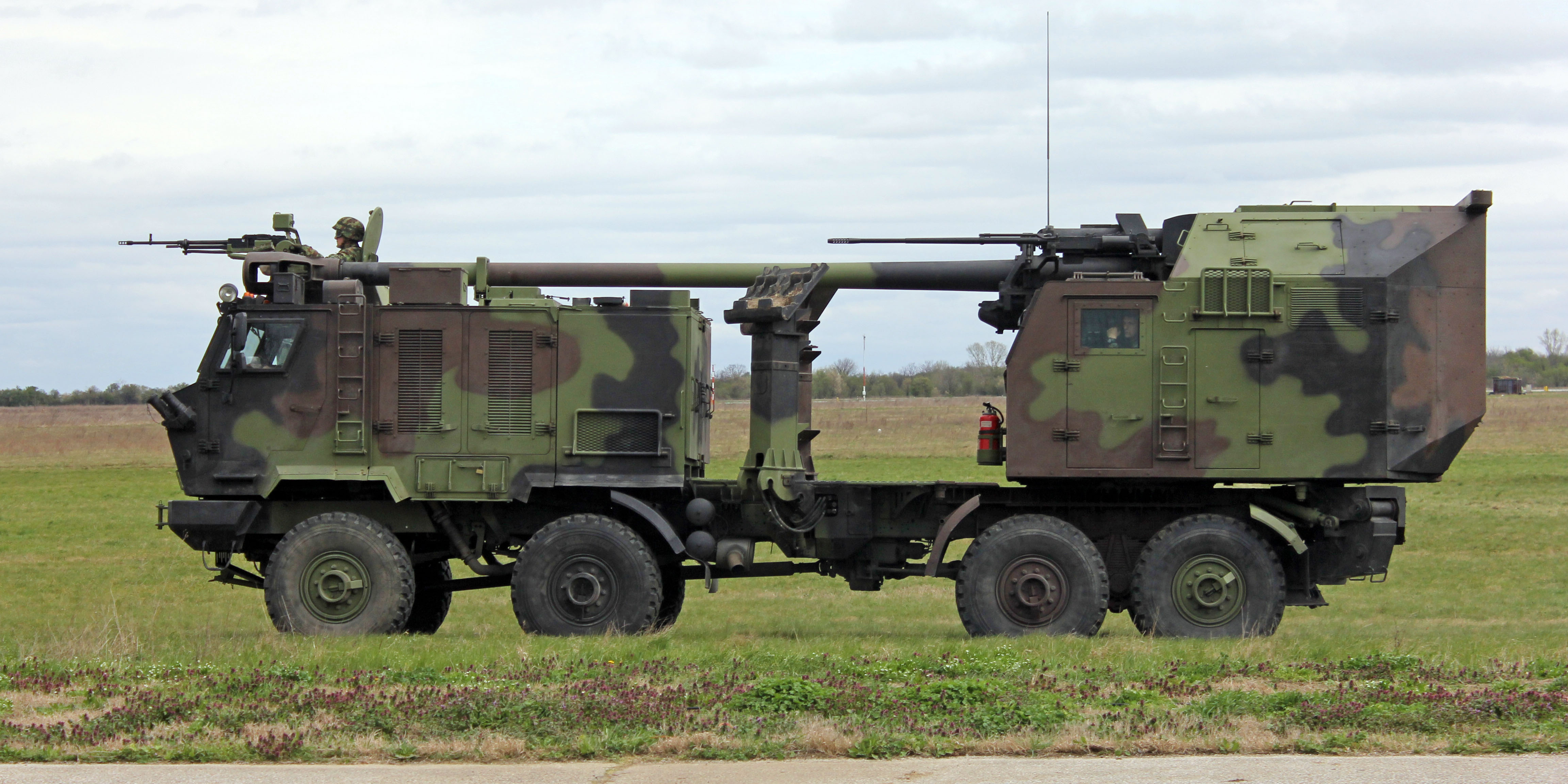
Modernt dumperartilleri med eldrörspjäs, jugoslaviska Nora B-52.
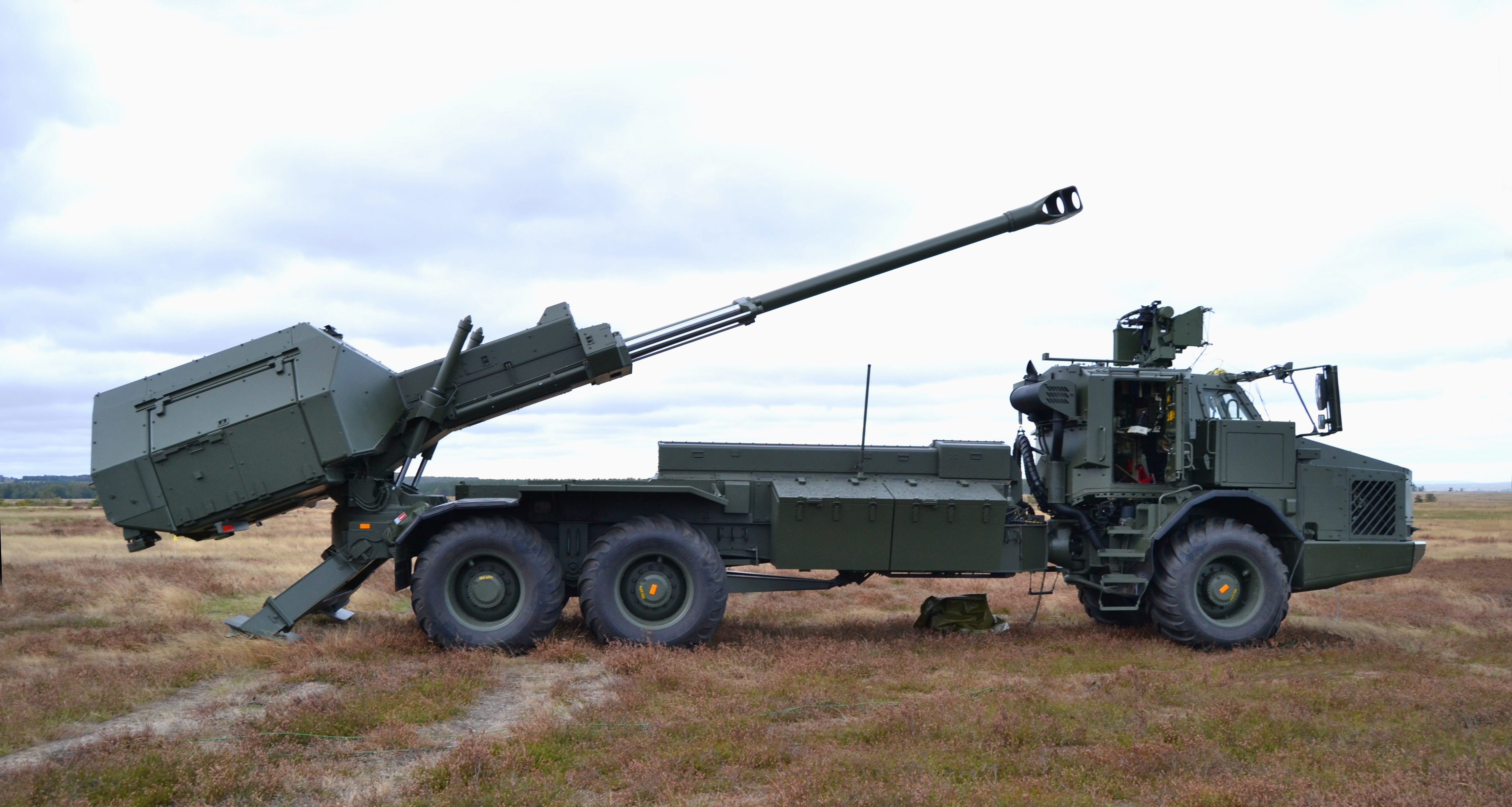
Modernt dumperartilleri med eldrörspjäs, svenska BAE Systems Archer.

### Raketartillerifordon
Raketartillerifordon är självgående artilleri på ospecificerat chassi vars beväpning består av raketartilleri. De är ofta av simplare konstruktion och ej mer än splitterskyddade.
Till skillnad från eldrörsartilleri kan de effektivt inte ge direkt eld, utan enbart indirekt eld.

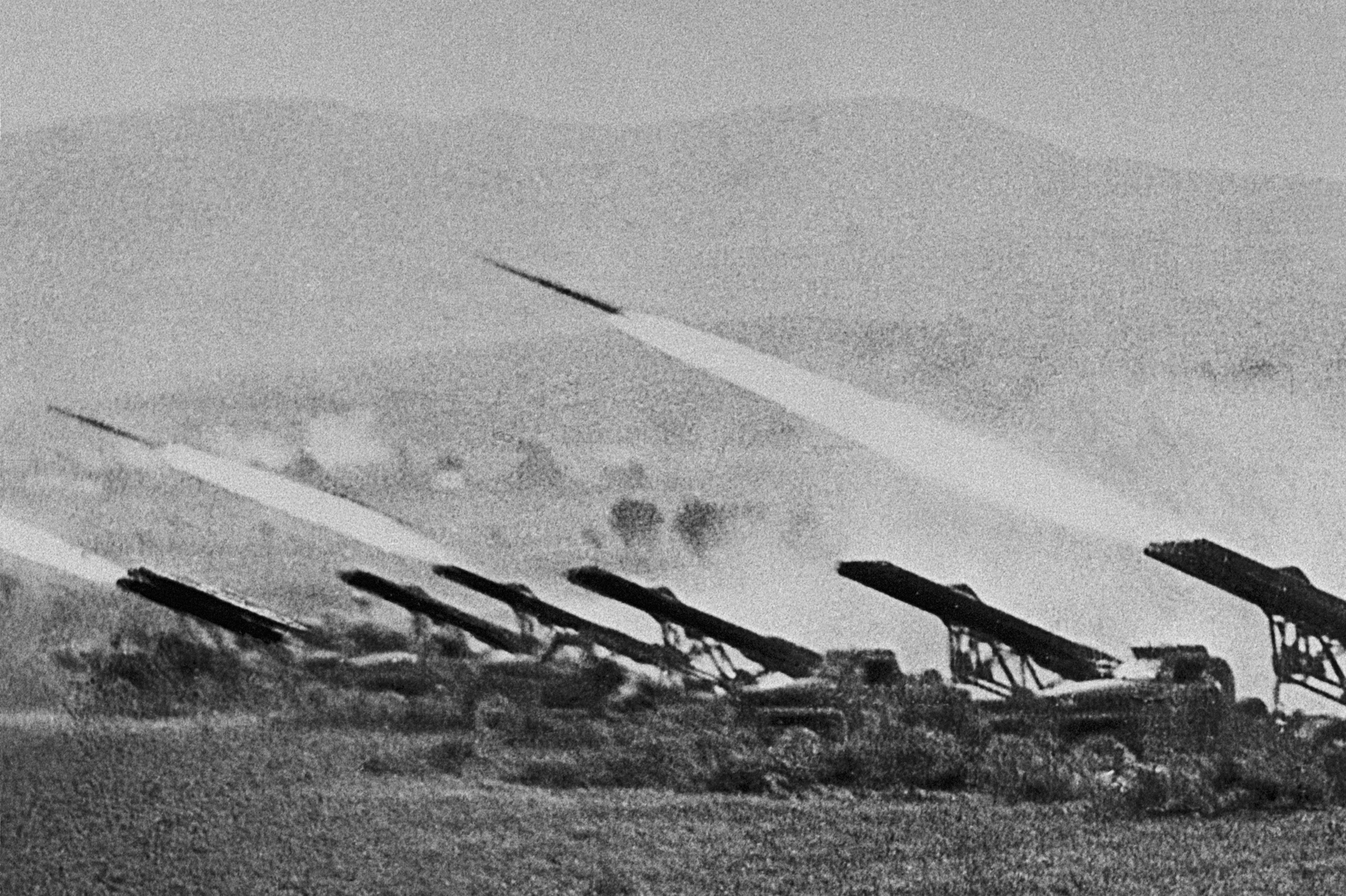
Dumperartilleri med raketställ från andra världskriget, sovjetiska BM-13N Katiusja (stalinorgeln).
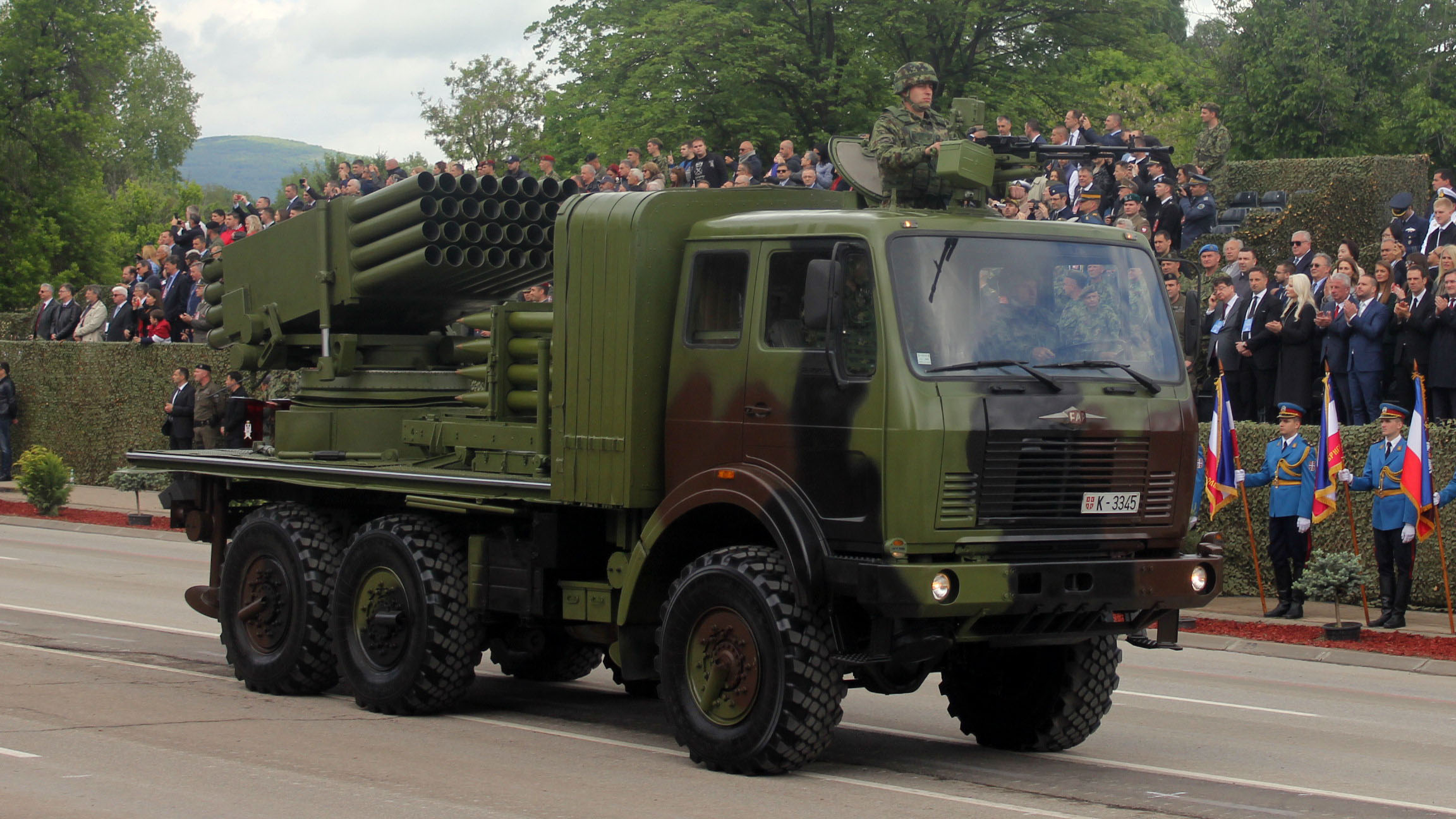
Dumperartilleri med raketställ från kalla kriget, jugoslaviska M-77 Oganj(en).
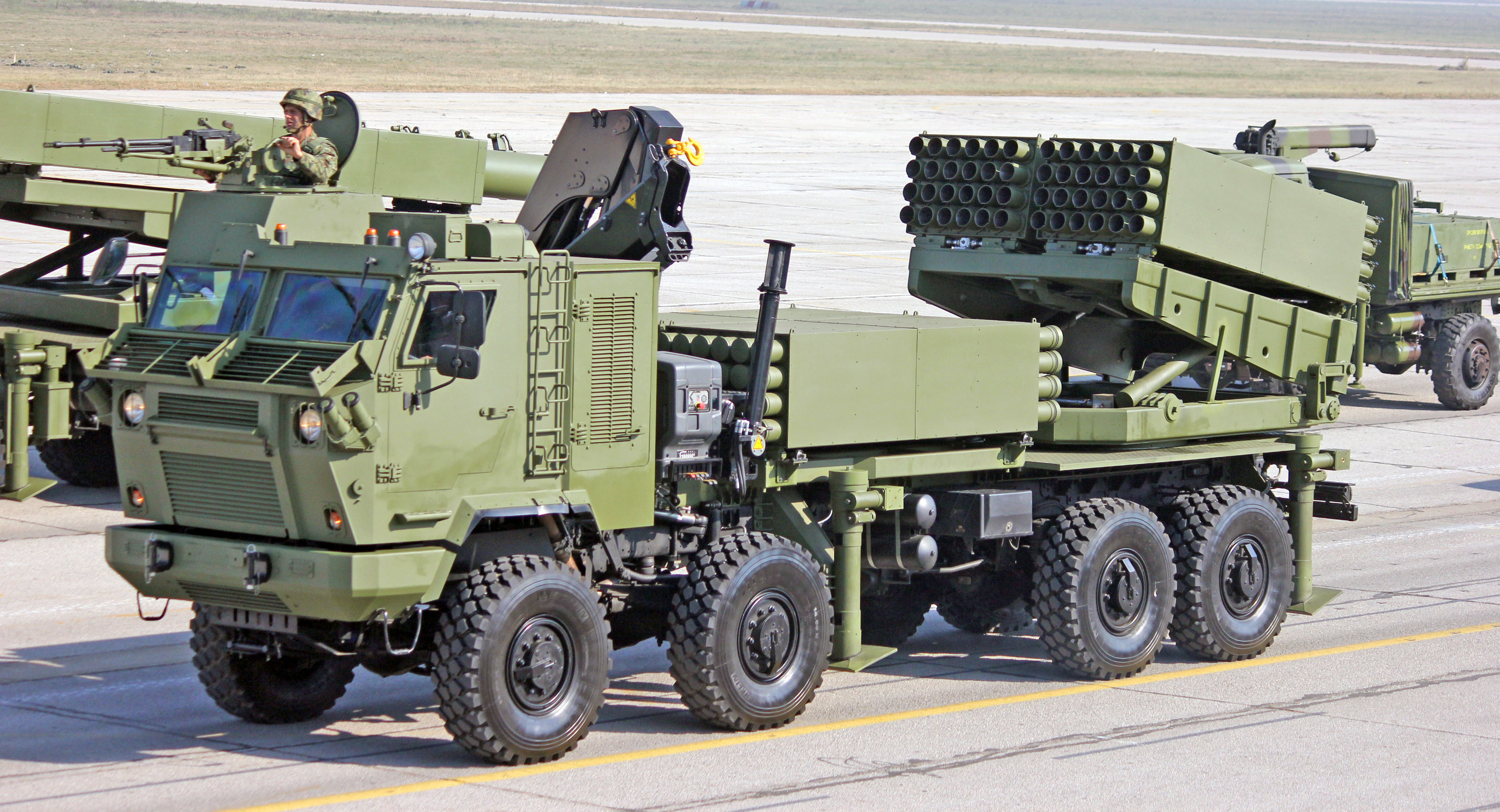
Modernt dumperartilleri med raketställ, serbiska LRSVM Tamnava.

## Självgående artilleripjäser per nation
Japan
- Typ 74 självgående 105 mm haubits(en)
- Typ 75 självgående 130 mm raketartilleri(en)
- Typ 75 självgående 155 mm haubits(en)
- Typ 99 självgående 155 mm haubits(en)

 Jugoslavien
- Nora B-52
- M-63 Plamen(en)
- M-77 Oganj(en)
- M-87 Orkan(en)

 Nazityskland
- Sd.Kfz. 4/1 Panzerwerfer
- Sd.Kfz. 124 Wespe
- Sd.Kfz. 138/1 Grille
- Sd.Kfz. 165 Hummel

 Ryssland
- 2S35 Koalitsiya-SV

 Serbien
- LRSVM Tamnava
- Šumadija

 Sovjetunionen
- BM-13N Katiusja
- 2S1 Gvozdika
- 2S3 Akatsija
- 2S4 Tyulpan
- 2S5 Giatsint-S
- 2S19 Msta-S

 Storbritannien
- AS-90

 Sverige
- Bandkanon 1
- FH-77 BW/155 mm Haub. Archer

 Sydkorea
- K9 Thunder 155 mm

 Tyskland
- Panzerhaubitze 2000

 USA
- M109 haubits
- M270 MLRS